# Xã Marcell, Quận Itasca, Minnesota
Xã Marcell (tiếng Anh: Marcell Township) là một xã thuộc quận Itasca, tiểu bang Minnesota, Hoa Kỳ. Năm 2010, dân số của xã này là 467 người.